# Enrique José Luis Ruiz Guiñazú
Enrique José Luis Ruiz Guiñazú (Buenos Aires, 20 de febrero de 1909-1977) fue un abogado y diplomático argentino que se desempeñó en dos ocasiones como embajador de su país en Alemania Occidental.

## Biografía
Nació en Buenos Aires en febrero de 1909, siendo el primero de los ocho hijos de María Celina Cantilo y de Enrique Ruiz Guiñazú, quien fue Ministro de Relaciones Exteriores y Culto entre 1941 y 1943. Entre sus hermanos se encuentra la periodista Magdalena Ruiz Guiñazú. Fue secretario privado de su padre cuando éste se desempeñó como ministro. Permaneció en la Cancillería Argentina como funcionario hasta la ruptura de relaciones diplomáticas entre Argentina y la Alemania Nazi en 1944.
A lo largo de su carrera ejerció como abogado y publicista. También fue director de Hidronor y presidente del Museo Social Argentino.
Fue embajador en la República Federal de Alemania entre 1971 y 1973, durante la presidencia de facto de Alejandro Agustín Lanusse. Nuevamente ocupó el puesto de 1976 a 1978, designado por el presidente de facto Jorge Rafael Videla, integrando un grupo de civiles que ocupó cargos diplomáticos durante la dictadura autodenominada Proceso de Reorganización Nacional.
Fue miembro fundador de la Academia Nacional de Geografía de la República Argentina desde 1956. Falleció en 1977.